# Darmabala
 (avril 2024).
La mise en forme du texte ne suit pas les recommandations de Wikipédia : il faut le « wikifier ».
Les points d'amélioration suivants sont les cas les plus fréquents. Le détail des points à revoir est peut-être précisé sur la page de discussion.
- Les titres sont pré-formatés par le logiciel. Ils ne sont ni en capitales, ni en gras.
- Le texte ne doit pas être écrit en capitales (les noms de famille non plus), ni en gras, ni en italique, ni en « petit »…
- Le gras n'est utilisé que pour surligner le titre de l'article dans l'introduction, une seule fois.
- L'italique est rarement utilisé : mots en langue étrangère, titres d'œuvres, noms de bateaux, etc.
- Les citations ne sont pas en italique mais en corps de texte normal. Elles sont entourées par des guillemets français : « et ».
- Les listes à puces sont à éviter, des paragraphes rédigés étant largement préférés. Les tableaux sont à réserver à la présentation de données structurées (résultats, etc.).
- Les appels de note de bas de page (petits chiffres en exposant, introduits par l'outil «  Source ») sont à placer entre la fin de phrase et le point final[comme ça].
- Les liens internes (vers d'autres articles de Wikipédia) sont à choisir avec parcimonie. Créez des liens vers des articles approfondissant le sujet. Les termes génériques sans rapport avec le sujet sont à éviter, ainsi que les répétitions de liens vers un même terme.
- Les liens externes sont à placer uniquement dans une section « Liens externes », à la fin de l'article. Ces liens sont à choisir avec parcimonie suivant les règles définies. Si un lien sert de source à l'article, son insertion dans le texte est à faire par les notes de bas de page.
- La présentation des références doit suivre les conventions bibliographiques. Il est recommandé d'utiliser les modèles {{Ouvrage}}, {{Chapitre}}, {{Article}}, {{Lien web}} et/ou {{Bibliographie}}. Le mode d'édition visuel peut mettre en forme automatiquement les références.
- Insérer une infobox (cadre d'informations à droite) n'est pas obligatoire pour parachever la mise en page.

Pour une aide détaillée, merci de consulter Aide:Wikification.
Si vous pensez que ces points ont été résolus, vous pouvez retirer ce bandeau et améliorer la mise en forme d'un autre article.
Darmabala (également connu sous le nom de Dharmapala  - tibétain : ཆོས་སྐྱོང་      </link>, mongol : Дармабал  </link>,ᠳᠠᠷᠮᠠᠪᠠᠯᠠ, Chinois) était un prince impérial de la dynastie Yuan. Il était petit-fils de Kublai Khan et fils de son prince héritier Zhenjin. Il était l'ancêtre des monarques Yuan ultérieurs qui suivirent Temür Khan (empereur Chengzong) et les rois Goryeo après le roi Gongmin.

## Biographie
Il est né en 1264 de Zhenjin et de sa femme Kökejin Khatun en tant que deuxième fils du couple. Il était marié à Dagi de la tribu Khongirad vers 1278. Après la mort de Zhenjin le 5 janvier 1286, Darmabala est devenu un candidat sérieux pour le poste d'héritier présomptif par son grand-père et a été nommé commandant de l'armée mongole sur l'île de Jeju. Il a été décrit par Marco Polo comme « branlant ». Il fut envoyé à Huaizhou par Kublai en 1291, où il tomba malade. Il fut soigné à Khanbaliq jusqu'en 1292 où il mourut. Il a été rebaptisé à titre posthume empereur Zhaosheng Yanxiao (昭聖衍孝皇帝) par Külüg Khan et a reçu le nom de temple Shunzong (顺宗).

## Famille
Il a eu trois fils et une fille de deux femmes :
1. Dagi Khatun, à titre posthume, impératrice Zhāoxiàn Yuánshèng (昭獻元聖皇后)
  - Khayishan, plus tard Külüg Khan (empereur Wuzong)
  - Ayurbarwada, plus tard Buyantu Khan (empereur Renzong)
  - Sengge Ragi de Lu, (v.1283 - 1333), épouse de Diwubala Küregen, seigneur Khongirad;
2. Concubine Guo (郭氏妃子)
  - Amuga [4] (né avant 1281, décédé en 1324) — 1er prince de Wei (魏王)
    - Aruq ( fl. 1330 ) — Prince de Xijing (西靖王)
    - Bulu Temür — 2e prince de Wei (魏王)
      - Princesse Noguk (?–1365) [5]

    - Naila Buqa
      - Buyan Temür — 3e prince de Wei (魏王)

    - Princesse Joguk (1308-1325) [4]
    - Bayan Khutag, princesse Gyeonghwa (décédée en 1344) [4]